# Rockeskyller Kopf
Der Rockeskyller Kopf bei Rockeskyll im rheinland-pfälzischen Landkreis Vulkaneifel ist ein 554,6 m ü. NHN hoher Berg in der Eifel. Er ist ein erloschener Vulkankomplex aus der Quartärzeit, rund 360.000 Jahre alt und als Naturdenkmal (ND-7233-420) ausgewiesen.

## Geographie

### Lage
Der Rockeskyller Kopf liegt im Naturpark Vulkaneifel. Sein Gipfel erhebt sich rund 1 km westlich von Rockeskyll, 1 km östlich von Bewingen und 1,6 km südöstlich von Dohm-Lammersdorf. Östlich vorbei am Berg fließt der Kaulbach als rechter Quellbach des südöstlich verlaufenden Hangelsbachs; letzterer mündet südöstlich des Berges nahe dem Pelmer Wohnplatz Schloßbrunnen Gerolstein in die südwestlich bis südlich von ihm verlaufende Kyll.

### Naturräumliche Zuordnung
Der Rockeskyller Kopf gehört in der naturräumlichen Haupteinheitengruppe Osteifel (Nr. 27), in der Haupteinheit Kalkeifel (276) und in der Untereinheit Nördliche Vulkaneifel (276.8) zu den Naturräumen Kyll-Vulkaneifel (276.80) im Westen und Dockweiler Vulkaneifel (276.81) im Osten.

## Vulkanisches Umfeld
Der Rockeskyller Kopf ist Teil eines Vulkankomplexes, der aus mehreren miteinander verschachtelten Schlackenkegeln besteht. Die benachbarten Kuppen Mäuseberg und Giesenheld gehören auch dazu. Experten gehen von fünf bis sieben Ausbruchsstellen aus, die sich im Laufe der vulkanischen Tätigkeit sukzessive aneinander gereiht und überlappt aufgebaut haben.
Der Schlackenkegel ist die typische positive Landschafts- und Vulkanform der Eifel – im Gegensatz zu den Maaren, die als Sprengtrichter eine negative Landschaftsform darstellen.

## Aufbaugeschichte
Der Aufbau des Rockeskyller Kopfes begann wie bei Maaren mit Dampfexplosionen, die grobkörnige Lapilli aufschichteten. Danach folgten strombolianische Eruptionen, wie man den intermittierenden Auswurf von glühenden Schlacken nennt. Die heißen Schlacken verschmolzen beim Aufprall zu Schweißschlacken, die sich leicht mit Lavaströmen verwechseln lassen. In der Schlussphase wurden Lavaströme ausgestoßen, deren Reste noch als Lavadecke oder Schlotfüllung zu erkennen sind.
Das Bild des angeschnittenen Kraterrands zeigt diese Reihenfolge. Die nach links einfallenden rötlichen Schichten sind die Lapilliablagerungen. Auf der rechten Flanke folgt zuerst eine dünne Lage von Fallablagerungen (Tuff) und dann erst die dickere schwarze Lage von Schweißschlacken.

## Schutzgebiete
Auf dem Rockeskyller Kopf liegen Teile des Landschaftsschutzgebiets Gerolstein und Umgebung (CDDA-Nr. 321065; 1983 ausgewiesen; 124,1171 km² groß) und solche des Vogelschutzgebiets Vulkaneifel (VSG-Nr. 5706-401; 11,25 km²).